# William Alvara Humphrey
William Alvara Humphrey (* 8. November 1876 in York, England; † 1. Februar 1945 in Kapstadt, Südafrika) war ein englischer Geologe und Mineraloge.

## Leben
William Alvara Humphrey ist der älteste Sohn von Alvara Humphrey (1847–1922) und Sarah Ann Cutts (1843–1932). Er verbrachte seine Schulzeit an der Woodhouse Grove School in Leeds und emigrierte 1894 nach Südafrika, um dort die Ausbildung fortzusetzen. Im Jahr 1902 bestand er an der Universität des Kaps der guten Hoffnung die Prüfung zum Bachelor of Arts mit Auszeichnung der Fakultät für Mathematik und Naturwissenschaften. Im gleichen Jahr verlieh ihm das South African College eine Bronzemedaille und den Melville-Preis für Geologie. Anschließend setzte er das Studium der Geologie an den Universitäten Wien und München fort. Aus dieser Zeit befindet sich ein 1903 geschriebener Brief Humphreys an den deutschen Mineralogen Paul von Groth in der Bayerischen Staatsbibliothek. Mit der Arbeit Über einige Erzlagerstätten in der Umgebung der Stangalpe promovierte er 1905. Im Rahmen seiner Promotion wurde Humphrey Mitglied der Studentenverbindung Münchener Wingolf, dem er die Arbeit „in Treue und Dankbarkeit“ widmete. Die Promotion wurde  bereinigt um biographische Elemente und Danksagungen – im gleichen Jahr im Jahrbuch d. k.k. geol. Reichsanstalt abgedruckt. Nach seiner Rückkehr nach Südafrika heiratete er 1906 Esther Emmeline Churchill und ging nach deren Tod im Jahr 1920 eine zweite Ehe mit Elizabeth Simms ein.

## Werk
Im Sommer 1905 wurde Humphrey als Geologe im Geologischen Dienst der damaligen britischen Kolonie Transvaal eingestellt. Als diese 1910 als Provinz in die Südafrikanische Union aufgenommen wurde, verblieb er in der Behörde. In dieser Zeit führte er umfangreiche geologische Untersuchungen in Transvaal sowie Natal durch. Die daraus resultierenden Berichte – von 1906 bis 1914 in den jährlichen Berichten des Geologischen Dienstes der Transvaal-Kolonie bzw. der Südafrikanischen Union veröffentlicht – behandeln u. a. die Geologie der Bezirke Lydenburg und Carolina, des Bushvelds (südlich des Rooiberg und östlich des Crocodile River, Rustenburg und Zeerust südlich von Dwarsberg), die Zinnfelder von Rooiberg und die Umgebung des Pilanesbergs. Ebenso trug Humphrey zu geologischen Karten oder Erklärungen u. a. von Nylstroom, Pilanesberg, Witfontein, Piet Retief, Vryheid und Johannesburg bei. Besondere Aufmerksamkeit widmete Humphrey der magmatischen Differenzierung und der titanhaltigen Magnetit- und Chromiterze im Bushveld-Komplex. Gemeinsam mit A. L. Hall gehörte er zu den ersten, die in dieser Gegend nach Platin suchten. Die gefundenen Spuren waren jedoch zu gering für die wirtschaftliche Ausbeutung. Auf seine Untersuchungen gehen die Namen Rooiberg Sedimentary Series und Pongola Series zurück.
Humphrey war Mitglied der Geological Society of London, der Geological Society of South Africa und der Royal Society of South Africa. 1905 wurde er Mitglied auf Lebenszeit der South African Association for the Advancement of Science. 1917 zog er sich aus dem öffentlichen Dienst zurück und 1923 insgesamt aus dem Berufsleben. Gleichwohl veröffentlichte er 1927 noch zwei Aufsätze in Transactions of the Royal Society of South Africa sowie 1931 und 1932 Erläuterungen zu geologischen Karten.

## Veröffentlichungen (Auswahl)
- Über einige Erzlagerstätten in der Umgebung der Stangalpe. In: Jahrbuch der k.k. geologischen Reichsanstalt. 55. Band, Wien 1905, S. 349–368 (zobodat.at [PDF]).
- mit A. L. Hall: The Geology of the Country Round Zeerust and Mafeking: Including the Malmani Goldfields and the Lead and Zinc Deposits South of Zeerust. Verlag Government Printing and Stationery Office, 1910.
- The Geology of the Pilandsberg and the Surrounding Country. Government Printer, South Africa, 1914.
- mit H. Kynaston: The Geology of the Northern Portions of the Districts of Marico and Rustenburg: An Explanation of Sheet No. 14 (Witfontein) and Sheet No. 15 (Crocodile Pools). Government Printer, South Africa, 1920.
- mit L. J. Krige: The Geology of the Country Surrounding Vryheid: An Explanation of Sheet No. 102 (Vryheid). Government Printer, South Africa, 1932.